# Deanne Bray
Deanne Bray (14 de mayo de 1971) es una actriz sorda estadounidense, más conocida por su papel de Sue Thomas en la serie Sue Thomas, el ojo del FBI.

## Personal
Bray nació en Canoga Park, California. Vivió en Seattle, Washington, durante algunos años con su madre, pero la mayor parte de su vida la pasó en el sur de California con su padre.
Los padres de Bray se aseguraron de que su hija fuese instruida desde una temprana edad en adelante para hablar y escribir Inglés y aprender lenguaje de señas americano; así, se instruyo a través de una variedad de programas de aprendizaje y centros para reforzar sus destrezas del lenguaje. Bray rompió en la industria del entretenimiento después de que se le descubrió tocando con un grupo de baile sordos, llamado "Prism Occidente", en un festival de sordos en la California State University, Northridge, donde obtuvo una licenciatura en Biología.
Está casada con Bray Troy Kotsur, actor sordo. Deanne y Troy han trabajado en varias producciones de los últimos 12 años (empezando en 1995). La pareja ha estado casada desde 2001.
Bray ha dicho: «Mi marido me ha apoyado con todo lo que hago con mi carrera docente y en calidad»." Después describió cómo otras personas han sido decisivas en su vida. Su madre fue su maestra y la ayudó a desarrollar habilidades académicas. Su padre le mostró el mundo y le enseñó las diferentes culturas y cómo llegar a todo tipo de personas. Según Bray, «la mayoría de mis amigos de la comunidad sorda, junto con mi familia oyente, me formaron en lo que soy hoy».
Culturalmente, es uno de los firmantes con fluidez. Ella nació sorda y ha sido expuesto a ASL desde la edad de 2,5 con Lil Skinner como su primer profesor de sordos. Deanne ha sido expuesta al mundo del sonido a los 2 años con un audífono. Deanne llama a sí misma bilingües: hablan ASL y / Inglés escrito. También mencionó que ella siempre ha sido un orgulloso miembro de la comunidad sorda. Gracias a su vecina, una familia sorda, que vivía a 2 manzanas en la misma calle, para los modelos de papel que están. Ello sutilmente la llevó a encontrar su identidad como persona sorda. A menudo se juntaban con ellos y desarrolló naturalmente lenguaje de señas americano durante su crecimiento desde la edad de 4 a 12.
El 8 de septiembre de 2005, dio a luz a su hija Monique Kotsur Kyra.

### Pasatiempo
Bray le gusta leer, leer con los niños sordos, así como ir a las funciones de la comunidad sorda, como la interacción con las personas mayores sordas y escuchar sus historias.

## Punto científico
Ella tiene una pérdida de audición 86 dB en el oído izquierdo y es sordo profundo en el oído derecho. Ella usa un audífono en su oreja izquierda. Sin su prótesis de oído, ella no puede oír las voces de las personas y prefiere ni se te ocurra leer los labios. Con su prótesis de oído, ella puede escuchar muchos sonidos que le ayuda a leer los labios muy bien. Ella fue entrenado para escuchar con la oreja izquierda y leer los labios (entrenados para ser duros de oído). A la edad de 6 a 9, Deanne también leer un libro en voz alta todos los días después de la escuela durante 20-30 minutos con su madrastra escuchar mientras se preparaba la cena para asegurarse de que su pronunciación es correcta.

## Carrera
Bray participó por primera vez de actuar como un adulto joven cuando fue descubierta tocando con un grupo de baile, llamado "Prisma Occidente". Entre sus créditos están en calidad de estrella invitada en "CSI: Crime Scene Investigation", "Ellen" y "Diagnosis Murder", y mucho más.
Ella participó en una serie PAX "Sue Thomas: FBEye" durante 3 temporadas. Antes de Sue Thomas: FBeye, Bray enseñó sordos o con dificultades auditivas a los estudiantes de la escuela durante el año escolar y enseñado en las escuelas primarias dhh en el verano durante 4 años. Ella está llevando a cabo para su maestría en educación.
Deanne co-produjo un educativos / DVD documental, "está en embarazo: qué esperar," que es todo en lenguaje de señas americano y voz en off durante casi tres años y consiguió el DVD lanzado el 1 de diciembre de 2007.
Por fin, cuando su hija, Kyra, nació, decidió ser mamá de tiempo completo. Hizo algunos trabajos ocasionales, pero por períodos cortos a la vez. Kyra había viajado por todas partes con ella.

## Filmografía
- Heroe (2009) - Emma
- Sweet Nothing in my Ear (Nada dulse en mi oído) (2008) - Dr. Walters
- Curb Your Enthusiasm (2007) - Vaquera
- Law & Order: Criminal Intent (2006) - Dean Precio Sandra
- Rescue Me (2004)- Rosemarie
- La palabra L (2004) - Amy
- Universal de Signos - Estrellas invitadas
- Sue Thomas, el ojo del FBI - Sue Thomas
- CSI (2000)- Dr. Gilbert
- Strong Medicine (2000) - Sony
- La última montaña: coprotagonizada
- LA Homicidios Sherif (MOW)- laboratorista investigativa
- The Pretender (1996)- papel secundario
- Ellen (1994)- Juliet
- Diagnóstico: Asesinato (1993) - papel secundario
- Qué quieren las mujeres?- Co- protagonizada